# 田村町上行合
田村町上行合（たむらまち かみゆきあい）は、福島県郡山市の大字である。郵便番号は963-0724。

## 地理
郡山市南東部の田村地区に属する。北で大河原、田村町下行合、北東で中田町赤沼、南東で田村町手代木、南で田村町桜ケ丘、西で田村町金屋とそれぞれ隣接する。概ね町村制施行以前の田村郡上行合村の流れを汲む地域である。一級水系阿武隈川支流の谷田川流域の平地を範囲とする。川沿いの平地には水田が広がり、東側の丘陵部と谷田川との間に集落が広がる。北西部は郡山中央工業団地の一角をなし、また商業施設や住宅が立地する。田村町大善寺に所在する郡山警察署田村駐在所及び田村町岩作に所在する郡山消防署田村分署がそれぞれ管轄にあたる。

### 主な字
字
- 亀河内
- 艮耕地
- 北古川
- 西川原
- 辰ノ尾

- 沢向
- 城山
- 南山田
- 中山田

### 河川・湖沼
一級水系阿武隈川水系
- 谷田川
- 前池
- 北池

## 歴史
- 1879年1月27日 - 守山藩領上行合村が福島県内における郡区町村制の施行により田村郡の村となる。
- 1889年4月1日 - 町村制の施行により上行合村が大平村・下行合村・金屋村・小川村・手代木村と合併し田村郡高瀬村が発足する。旧上行合村域は高瀬村の大字となる。
- 1955年1月1日 - 高瀬村の一部が守山町と谷田川村と合併し田村町が発足し、田村町の大字となる。
- 1965年5月1日 - 田村町が郡山市、安積郡富久山町、日和田町、熱海町、安積町、喜久田村、逢瀬村、片平村、三穂田村、湖南村と合併し新たな郡山市が設立され、郡山市の大字となる。

## 世帯数と人口
2024年1月1日現在の世帯数と人口は以下の通りである。
| 大字         | 世帯数  | 人口  |
| ------------ | ------- | ----- |
| 田村町上行合 | 358世帯 | 761人 |

## 小・中学校の学区
市立小・中学校に通う場合、学区は以下の通りとなる。
| 番地 | 小学校             | 中学校             |
| ---- | ------------------ | ------------------ |
| 全域 | 郡山市立高瀬小学校 | 郡山市立高瀬中学校 |

## 交通

### 道路
- 福島県道73号二本松金屋線
  - 大橋
- 一級市道59号金屋道場線

## 施設
- 郡山市立高瀬中学校
- 郡山市立高瀬小学校
- 高瀬地域公民館
- 上行合集会所
- 高瀬郵便局
- ヨークタウン金屋
  - ヨークベニマル 金屋店
- シミズストア 金屋店
- 郡山中央工業団地
  - 龍森 郡山工場
  - 松井産業 郡山工場
  - 瀧口製作所 郡山工場
- 上合寺
- 白幡神社